# Tricella
Tricella is een vliegengeslacht uit de familie van de roofvliegen (Asilidae).

## Soorten
- T. calcar Daniels, 1975